# Jan Gijsbert Martinus van Griethuijsen

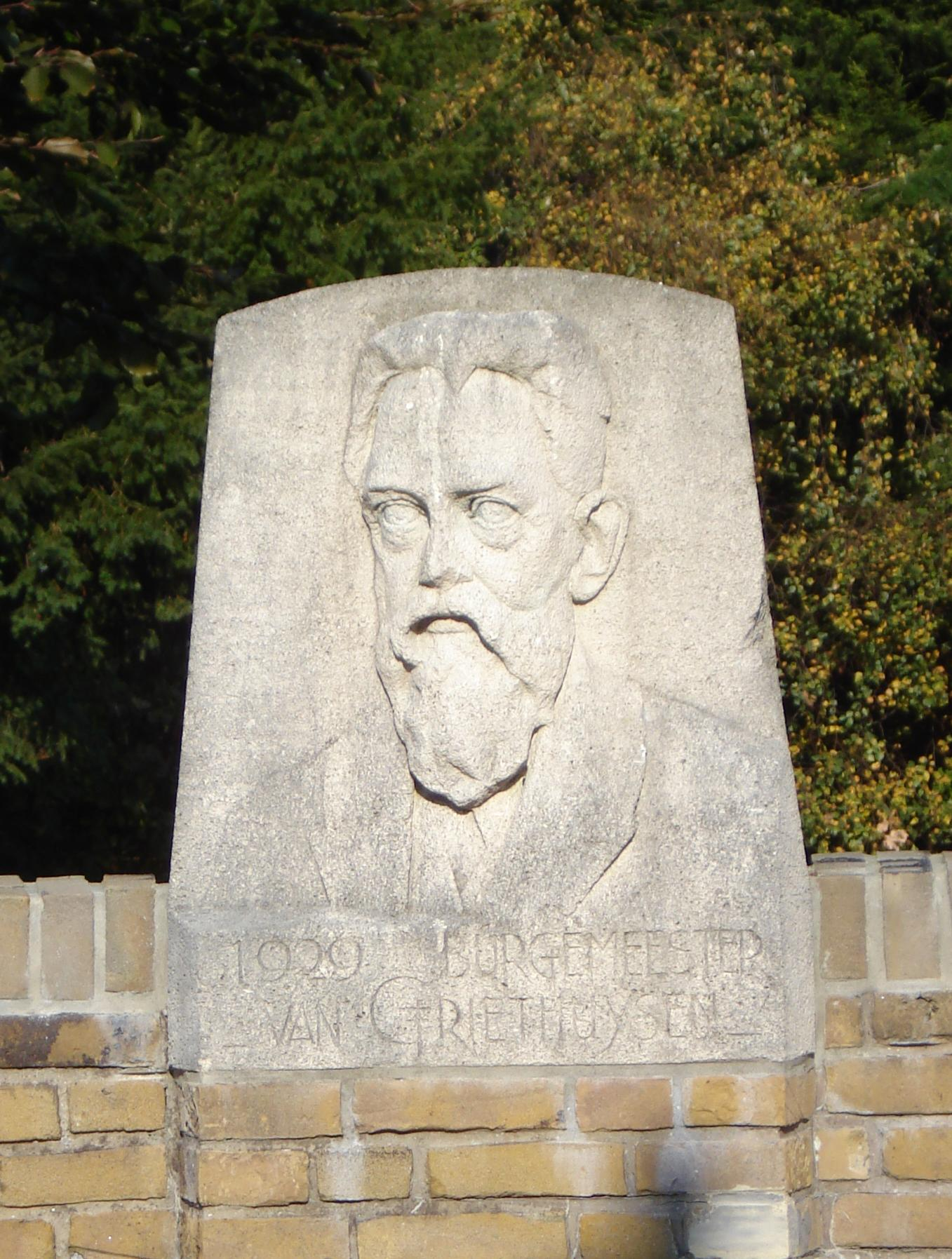
Gedenkbank J.G.M. van Griethuijsen (1929) in Oegstgeest,
gemaakt door Willem van der Winkel.

Jan Gijsbert Martinus van Griethuijsen (Tull en 't Waal, 3 september 1856 - Oegstgeest, 1 januari 1933) was een Nederlands burgemeester.

## Leven en werk
Jan Gijsbert Martinus van Griethuijsen, zoon  van de predikant Theodorus Johannes van Griethuijsen (1818-1888) en Anna Adriana Petronella Joosting (1828-1859) was een telg uit het predikantengeslacht Van Griethuijsen.  In 1884 huwde hij met zijn nicht Willemine Johanna Hermine van Griethuijsen (1862-1913). Samen kregen ze 12 kinderen: 10 dochters en 2 zonen.
Van Griethuijsen begon zijn ambtelijke loopbaan als gemeentesecretaris- en ontvanger van Amerongen. In november 1890 startte hij als gemeentesecretaris van Voorschoten en werd op 1 februari 1893 burgemeester van Bleiswijk en van Moerkapelle. Op 1 september 1897 werd hij gemeentesecretaris van Oegstgeest. Op 15 februari 1900 werd hij benoemd als burgemeester van Oegstgeest. Hij werd in dat jaar tevens burgemeester van Voorhout. Hij trad terug als burgemeester van Voorhout op 1 mei 1920. Na 30 jaar burgemeesterschap van Oegstgeest nam hij in februari 1930 afscheid als burgemeester.